# Kobudo
Kobudo (古武道, kobudō) er et japansk budosystem, der er baseret på japansk morallære, bushido, samt æstetiske bevægelser.

## Etymologi
Kobudō (古武道) er et japansk begreb, der er sammensat af ideogrammerne ko 古, bu 武 og dō 道.
Ko kan oversættes med 'gammel', mens bu kan oversættes med 'militær' eller 'kriger' og dō kan oversættes med 'vej'.

## Historie
Kobudō (på engelsk classical martial ways eller classical budo; på dansk klassisk budo) har sin oprindelse i Tokugawa perioden (1603-1868) og dukkede op i første halvdel af 1600-tallet,
Budosystemets, Kobudō, metodik er unikt for perioden og adskiller sig fra øvrige budosystemer i denne periode samt Japans øvrige tidsperioder, både før og efter Tokugawa peroden.

## Metodisk system
Kobudō er dybt forankret i i den feudale japanske kultur, er et metodisk system er bundet til gruppens fortsatte eksistens, hvor der ikke er fokus på individet. Kobudō består af forskellige ’veje’ (pluralis) inden for dette budosystem, der bør følges af udøverne. Fællesnævneren for Kobudō er moral, disciplin og æstetiske anliggender, der tager præference over kamprealismen. Endvidere indeholder kobudō ikke elementer af underholdning eller sport (konkurrencer), ej heller rummer religiøse eller ceremonielle formål.
Kobudō består af følgende indhold i nævnte rækkefølge:
1) morallære
2) disciplin
3) æstetisk form

## Okinawan Kobudō
Kobudō (古武道) som budōsystem må ikke forveksles med Okinawan Kobudō (沖縄古武道), fordi Okinawan Kobudō er en fællesbetegnelse for våbensystemer fra Okinawa.